# 内德·麥克肯德里
内德·麥克肯德里（英語：Ned McKendry；1992年7月4日—）是一位澳大利亞游泳運動員。他代表澳大利亞參加了2012年倫敦奧運會。他參加了4乘200米自由泳接力的比賽並獲得了第五名的成績。